# Processo penale
Il processo penale è un istituto del diritto processuale penale, oltre che il modo d'attuazione principale della tutela dei diritti sanciti dal diritto penale. Rappresenta uno degli ultimi stadi di un procedimento penale.
La procedura penale è l'intervento delle autorità statali a seguito della denuncia di una vittima o della notizia di un reato, fino alla decisione giudiziale finale. Pertanto, disciplina il primo attributo della sovranità di uno Stato, cioè il monopolio della forza regolato dal diritto penale.

## Storia
Nella sistemazione giustinianea del diritto romano, i libri 47 e 48 del Digesto furono dedicati anche alla modalità con cui irrogare le pene inflitte ai delitti (essi vennero conosciuti con il nome di libri terribiles).
Nel definire il quadro giuridico entro il quale l'inchiesta, il processo e la sentenza su una persona sospetta possono essere intrapresi, la procedura penale determina l'esercizio dei poteri concessi alle istituzioni per accertare la verità di un fatto e farne discendere una conseguenza sanzionatoria: pertanto essa riflette l'ideologia politica dell'epoca. Ne discese un approccio differenziato, tra honestiores ed humiliores, che nel Medio Evo riportava nel trattamento penale la differenza nello status libertatis dei cittadini.
L'epoca moderna si pone come una progressiva conquista del cittadino contro l'arbitrio del potere. Essa fissa un equilibrio tra la protezione delle libertà individuali (compresi i diritti della difesa) e l'efficacia della repressione intesa a proteggere la società.
Nel diritto rinascimentale, si partiva da un’estrema riduzione delle garanzie di difesa per l’accusato: la grande ordinanza francese del 1539, dedicata all’amministrazione della giustizia, prevedeva una procedura extraordinaire per crimini gravi, sottraendoli al contraddittorio. Il diritto continentale dell'assolutismo aggravò questa situazione, che fu superata solo con la Rivoluzione francese.
Fu nell'Inghilterra successiva alla monarchia degli Stuart, invece, che si andrà affermando la formula “beyond reasonable doubt” (oltre ogni ragionevole dubbio) per consacrare poi, nella giurisprudenza inglese del XVIII secolo, la libertà morale dei giudici e dei giurati, a valle di un due process of law.

## Caratteristiche
Un processo penale è contraddistinto da due modelli astratti, o accusatorio o inquisitorio: nel primo caso la dialettica fra le parti contrapposte è il nodo principale della controversia che viene poi decisa da un soggetto terzo ed esterno, con ben distinta la figura dell'accusa, mentre nel secondo accusatore e giudicante coincidono.
Questi modelli sono grossolani e astratti, dato che non è facilmente prospettabile l'attuazione di un modello puro, ma spesso si hanno elementi di entrambi in maniera più o meno netta.

## Aspetti
Dal punto di vista pratico costituisce l'accertamento dei giudici sul reato commesso da un cittadino che verrà poi sanzionato, punito.
Può essere considerato come la  sequenza di atti e procedure volte a verificare la colpevolezza di un imputato, ed eventualmente applicare la conseguente sanzione penale
I due interessi principali che contrastano sono quello della sollecita definizione del processo con attuazione dell'economia processuale connesso a quello della pretesa punitiva dello Stato da una parte, e quello del principio democratico dell'uguaglianza dinanzi alla legge grazie al rispetto della forma. Garanzia di quest'ultimo aspetto è la sanzione per il non rispetto di alcuni aspetti formali, i quali però possono rallentare l'andamento del processo e nuocere all'altro interesse.

## Nel mondo
Negli Stati Uniti e nel Regno Unito il giudice ha facoltà di decidere che sia lo Stato a pagare le spese legali dell'imputato assolto. Ugualmente in Germania, Ucraina, Russia il tribunale penale liquida le spese legali con la sentenza di assoluzione.

### Italia
Il processo penale si apre a seguito dell'esercizio dell'azione penale che avviene nei modi di volta in volta previsti per il processo ordinario o per quello speciale applicato al caso concreto. Il sistema processuale adottato in Italia è un sistema misto tendenzialmente basato sul sistema accusatorio; il procedimento penale in Italia è disciplinato dal codice di procedura penale italiano. Il processo parte da una ipotesi di Reato, contestata nella Imputazione, e dopo le Indagini del Pubblico Ministero può portare ad un Dibattimento, che si conclude con una Sentenza, ossia la decisione del giudice; che spesso viene appellata da una delle parti (la soccombente) mediante una Impugnazione.

### Stati Uniti d'America
Il processo si svolge generalmente secondo il sistema accusatorio, tipico dei sistemi di common law, tuttavia è prevista è una particolare modalità di svolgimento del processo penale detta bench trial, nel quale l'imputato rinuncia alla presenza della giuria in modo che il dibattimento si svolga unicamente di fronte al giudice.